# Hannoverscher Sportverein von 1896 1974-1975
Questa voce raccoglie le informazioni riguardanti l'Hannoverscher Sportverein von 1896 nelle competizioni ufficiali della stagione 1974-1975.

## Stagione
Nella stagione 1974-1975 l'Hannover, allenato da Fiffi Kronsbein, concluse il campionato di 2. Bundesliga al 1º posto. In Coppa di Germania l'Hannover fu eliminato al primo turno dal Göttingen.

## Rosa
| N. |                     | Ruolo | Calciatore              |
| -- | ------------------- | ----- | ----------------------- |
|    | Germania (bandiera) | P     | Reinhard Dittel         |
|    | Germania (bandiera) | P     | Franz-Josef Pauly       |
|    | Germania (bandiera) | D     | Peter Anders            |
|    | Germania (bandiera) | D     | Hans-Herbert Blumenthal |
|    | Germania (bandiera) | D     | Georg Damjanoff         |
|    | Germania (bandiera) | D     | Karlheinz Höfer         |
|    | Germania (bandiera) | D     | Rainer Stiller          |
|    | Austria (bandiera)  | D     | Gustav Thaler           |
|    | Germania (bandiera) | D     | Bernd Vesely            |
|    | Germania (bandiera) | C     | Karl-August Herbeck     |

| N. |                      | Ruolo | Calciatore       |
| -- | -------------------- | ----- | ---------------- |
|    | Germania (bandiera)  | C     | Rolf Kaemmer     |
|    | Germania (bandiera)  | C     | Gerd Kasperski   |
|    | Germania (bandiera)  | C     | Hans-Georg Kulik |
|    | Germania (bandiera)  | C     | Wolfgang Lex     |
|    | Germania (bandiera)  | C     | Herbert Meyer    |
|    | Germania (bandiera)  | C     | Roland Peitsch   |
|    | Germania (bandiera)  | A     | Holger Busse     |
|    | Danimarca (bandiera) | A     | Peter Dahl       |
|    | Germania (bandiera)  | A     | Roland Stegmayer |
|    | Germania (bandiera)  | A     | Bernd Wehmeyer   |

## Organigramma societario
Area tecnica
- Allenatore: Fiffi Kronsbein
- Allenatore in seconda:
- Preparatore dei portieri:
- Preparatori atletici:

## Calciomercato

### Sessione estiva
| Acquisti | Acquisti      | Acquisti             | Acquisti |
| R.       | Nome          | da                   | Modalità |
| -------- | ------------- | -------------------- | -------- |
| C        | Wolfgang Lex  | Monaco 1860          |          |
| C        | Herbert Meyer | Kickers Offenbach    |          |
| D        | Gustav Thaler | Schwarz-Weiß Bregenz |          |

| Cessioni | Cessioni          | Cessioni              | Cessioni |
| R.       | Nome              | a                     | Modalità |
| -------- | ----------------- | --------------------- | -------- |
| A        | Claus Brune       | Olympia Wilhelmshaven |          |
| C        | Ludwig Denz       | Saarbrücken           |          |
| A        | Eckhard Deterding | Preußen Münster       |          |
| A        | Willi Reimann     | Amburgo               |          |

### Sessione invernale
| Acquisti | Acquisti | Acquisti | Acquisti |
| R.       | Nome     | da       | Modalità |
| -------- | -------- | -------- | -------- |

| Cessioni | Cessioni | Cessioni | Cessioni |
| R.       | Nome     | a        | Modalità |
| -------- | -------- | -------- | -------- |

## Risultati

### 2. Bundesliga

#### Girone di andata
| Arbitro: | Picker |

|                           |           |  |
| Dahl 1’, 75’ Wehmeyer 68’ | Marcatori |  |

| Arbitro: | Krutzke |

|                                       |           |               |
| Segler 42’ Hartl 47’ Huber 65’ (rig.) | Marcatori | 80’ Stegmayer |

| Arbitro: | Jensen |

|                                                                       |           |                          |
| Wehmeyer 2’ Herbeck 8’ Kaemmer 56’ (rig.) Stegmayer 73’ Kasperski 86’ | Marcatori | 42’ Greth 84’ Königsmann |

| Arbitro: | Wippker |

|          |           |          |
| Kipp 75’ | Marcatori | 36’ Dahl |

| Arbitro: | Wichmann |

|                            |           |  |
| Stegmayer 33’ Wehmeyer 90’ | Marcatori |  |

| Arbitro: | Teichert |

|                                               |           |                                                           |
| Krause 20’ (rig.) Dudda 72’ (rig.) Kemmer 89’ | Marcatori | 2’ (aut.) Matz 48’ Busse 70’ Stegmayer 88’ (rig.) Kaemmer |

| Arbitro: | Hoppe |

|                                                                       |           |             |
| Stegmayer 5’ Kasperski 21’, 38’ Dahl 28’, 54’ Anders 85’ Wehmeyer 89’ | Marcatori | 62’ Philipp |

| Arbitro: | Küster |

|             |           |                                     |
| Kobluhn 61’ | Marcatori | 35’ Lex 38’ Kasperski 57’ Stegmayer |

| Arbitro: | Basedow |

|                                                                         |           |            |
| Kaemmer 10’, 25’ (rig.) Dahl 20’, 45’ Stegmayer 40’ (rig.) Wehmeyer 84’ | Marcatori | 50’ Diesen |

| Arbitro: | Lutz |

|  |           |             |
|  | Marcatori | 87’ Kaemmer |

| Arbitro: | Picker |

|                           |           |  |
| Stegmayer 15’ Kaemmer 42’ | Marcatori |  |

| Essen 20 ottobre 1974, ore 15:00 CET 12ª giornata | Schwarz-Weiß Essen | 0 – 0 referto | Hannover 96 | Stadion Uhlenkrug (5 000 spett.)\| Arbitro: \| Waltert \| |
| Arbitro:                                          | Waltert            |               |             |                                                           |

| Arbitro: | Halfter |

|                                 |           |            |
| Stegmayer 7’, 54’ Dahl 21’, 88’ | Marcatori | 86’ Osieck |

| Arbitro: | Siepe |

|                                                             |           |                                          |
| Wloka 1’ Funkel 27’, 43’ (rig.), 88’ Falter 40’ Lüttges 63’ | Marcatori | 7’ Dahl 47’ (rig.) Kaemmer 60’ Stegmayer |

| Arbitro: | Lutz |

|                                                                  |           |  |
| Kasperski 11’, 89’ Dahl 17’, 59’ Stegmayer 61’ Wehmeyer 72’, 82’ | Marcatori |  |

| Arbitro: | Gabor |

|          |           |  |
| Wolf 53’ | Marcatori |  |

| Arbitro: | Schön |

|                                                           |           |  |
| Stegmayer 8’, 65’ Kaemmer 25’ Dahl 27’, 83’ Kasperski 80’ | Marcatori |  |

| Arbitro: | Jensen |

|                        |           |  |
| Dahl 78’ Stegmayer 88’ | Marcatori |  |

| Arbitro: | Bartnick |

|          |           |                          |
| Fock 59’ | Marcatori | 65’ Anders 73’ Damjanoff |

#### Girone di ritorno
| Arbitro: | Hövel |

|               |           |                                       |
| Kucharski 79’ | Marcatori | 6’ Kasperski 29’ Stegmayer 70’ Anders |

| Hannover 25 gennaio 1975, ore 15:00 CET 21ª giornata | Hannover 96 | 0 – 0 referto | Borussia Dortmund | Niedersachsenstadion (33 100 spett.)\| Arbitro: \| Meijerink \| |
| Arbitro:                                             | Meijerink   |               |                   |                                                                 |

| Arbitro: | Eschweiler |

|  |           |                                  |
|  | Marcatori | 50’, 80’, 88’ Dahl 54’ Kasperski |

| Arbitro: | Kopka |

|  |           |               |
|  | Marcatori | 4’ Milasincic |

| Arbitro: | Burgers |

|  |           |          |
|  | Marcatori | 48’ Dahl |

| Arbitro: | Roth |

|                       |           |           |
| Kasperski 14’ Lex 74’ | Marcatori | 64’ Dudda |

| Arbitro: | Hennig |

|  |           |               |
|  | Marcatori | 34’ Kasperski |

| Arbitro: | Glasneck |

|                                  |           |                |
| Kasperski 27’, 45’, 48’ Dahl 77’ | Marcatori | 17’ Jendrossek |

| Arbitro: | Wuttke |

|                                   |           |                              |
| Füllbier 1’ Oswald 48’ Angele 75’ | Marcatori | 21’ (rig.) Kaemmer 53’ Kulik |

| Arbitro: | Bartnick |

|  |           |             |
|  | Marcatori | 37’ Neumann |

| Arbitro: | Picker |

|                                 |           |  |
| Struckmann 69’ (rig.) Dirks 84’ | Marcatori |  |

| Arbitro: | Kopka |

|                                        |           |                        |
| Anders 49’ Kasperski 71’ Stegmayer 80’ | Marcatori | 21’ Berlau-Kirschstein |

| Arbitro: | Lüling |

|                 |           |                                  |
| Osieck 14’, 41’ | Marcatori | 21’ (aut.) Stoffmehl 60’ Kaemmer |

| Arbitro: | Lutz |

|                         |           |  |
| Kasperski 20’ Kulik 85’ | Marcatori |  |

| Arbitro: | Hilker |

|          |           |  |
| John 50’ | Marcatori |  |

| Arbitro: | Jensen |

|                                  |           |           |
| Stegmayer 15’, 43’ Kasperski 21’ | Marcatori | 44’ Graul |

| Arbitro: | Hillebrand |

|  |           |                    |
|  | Marcatori | 51’, 76’ Kasperski |

| Arbitro: | Zuchantke |

|            |           |  |
| Backes 28’ | Marcatori |  |

| Arbitro: | Kaiser |

|                                                       |           |                     |
| Siemering 17’ (aut.) Dahl 22’, 37’, 75’ Kasperski 63’ | Marcatori | 54’ Kelm 57’ Schulz |

### Coppa di Germania
| Arbitro: | Waltert |

|                                      |           |                    |
| Schonert 29’ Wolf 73’ Hochheimer 77’ | Marcatori | 42’, 86’ Stegmayer |

## Statistiche

### Statistiche di squadra
| Competizione      | Punti | In casa | In casa | In casa | In casa | In casa | In casa | In trasferta | In trasferta | In trasferta | In trasferta | In trasferta | In trasferta | Totale | Totale | Totale | Totale | Totale | Totale | DR  |
| Competizione      | Punti | G       | V       | N       | P       | Gf      | Gs      | G            | V            | N            | P            | Gf           | Gs           | G      | V      | N      | P      | Gf     | Gs     | DR  |
| ----------------- | ----- | ------- | ------- | ------- | ------- | ------- | ------- | ------------ | ------------ | ------------ | ------------ | ------------ | ------------ | ------ | ------ | ------ | ------ | ------ | ------ | --- |
| 2. Bundesliga     | 54    | 19      | 16      | 1       | 2       | 63      | 13      | 19           | 9            | 3            | 7            | 30           | 26           | 38     | 25     | 4      | 9      | 93     | 39     | +54 |
| Coppa di Germania | -     | 0       | 0       | 0       | 0       | 0       | 0       | 1            | 0            | 0            | 1            | 2            | 3            | 1      | 0      | 0      | 1      | 2      | 3      | -1  |
| Totale            | 54    | 19      | 16      | 1       | 2       | 63      | 13      | 20           | 9            | 3            | 8            | 32           | 29           | 39     | 25     | 4      | 10     | 95     | 42     | +53 |

### Andamento in campionato
| Giornata  | 1 | 2 | 3 | 4 | 5 | 6 | 7 | 8 | 9 | 10 | 11 | 12 | 13 | 14 | 15 | 16 | 17 | 18 | 19 | 20 | 21 | 22 | 23 | 24 | 25 | 26 | 27 | 28 | 29 | 30 | 31 | 32 | 33 | 34 | 35 | 36 | 37 | 38 |
| --------- | - | - | - | - | - | - | - | - | - | -- | -- | -- | -- | -- | -- | -- | -- | -- | -- | -- | -- | -- | -- | -- | -- | -- | -- | -- | -- | -- | -- | -- | -- | -- | -- | -- | -- | -- |
| Luogo     | C | T | C | T | C | T | C | T | C | T  | C  | T  | C  | T  | C  | T  | C  | C  | T  | T  | C  | T  | C  | T  | C  | T  | C  | T  | C  | T  | C  | T  | C  | T  | C  | T  | T  | C  |
| Risultato | V | P | V | N | V | V | V | V | V | V  | V  | N  | V  | P  | V  | P  | V  | V  | V  | V  | N  | V  | P  | V  | V  | V  | V  | P  | P  | P  | V  | N  | V  | P  | V  | V  | P  | V  |
| Posizione | 3 | 7 | 3 | 4 | 4 | 3 | 2 | 1 | 1 | 1  | 1  | 1  | 1  | 1  | 1  | 1  | 1  | 1  | 1  | 1  | 1  | 1  | 1  | 1  | 1  | 1  | 1  | 1  | 1  | 1  | 1  | 1  | 1  | 1  | 1  | 1  | 1  | 1  |

Legenda:

Luogo: C = Casa; T = Trasferta. Risultato: V = Vittoria; N = Pareggio; P = Sconfitta.

### Statistiche dei giocatori
| Giocatore     | 2. Bundesliga | 2. Bundesliga | 2. Bundesliga | 2. Bundesliga | Coppa di Germania | Coppa di Germania | Coppa di Germania | Coppa di Germania | Totale   | Totale | Totale      | Totale     |
| Giocatore     | Presenze      | Reti          | Ammonizioni   | Espulsioni    | Presenze          | Reti              | Ammonizioni       | Espulsioni        | Presenze | Reti   | Ammonizioni | Espulsioni |
| ------------- | ------------- | ------------- | ------------- | ------------- | ----------------- | ----------------- | ----------------- | ----------------- | -------- | ------ | ----------- | ---------- |
| P. Anders     | 38            | 4             | 4             | 0             | 1                 | 0                 | 0                 | 0                 | 39       | 4      | 4           | 0          |
| H. Blumenthal | 13            | 0             | 0             | 0             | 0                 | 0                 | 0                 | 0                 | 13       | 0      | 0           | 0          |
| H. Busse      | 6             | 1             | 0             | 0             | 1                 | 0                 | 0                 | 0                 | 7        | 1      | 0           | 0          |
| P. Dahl       | 38            | 23            | 3             | 0             | 1                 | 0                 | 0                 | 0                 | 39       | 23     | 3           | 0          |
| G. Damjanoff  | 34            | 1             | 3             | 0             | 1                 | 0                 | 0                 | 0                 | 35       | 1      | 3           | 0          |
| R. Dittel     | 0             | 0             | 0             | 0             | 0                 | 0                 | 0                 | 0                 | 0        | 0      | 0           | 0          |
| K. Herbeck    | 6             | 1             | 2             | 0             | 1                 | 0                 | 0                 | 0                 | 7        | 1      | 2           | 0          |
| K. Höfer      | 3             | 0             | 0             | 0             | 0                 | 0                 | 0                 | 0                 | 3        | 0      | 0           | 0          |
| R. Kaemmer    | 38            | 10            | 3             | 0             | 1                 | 0                 | 0                 | 0                 | 39       | 10     | 3           | 0          |
| G. Kasperski  | 38            | 20            | 4             | 0             | 1                 | 0                 | 0                 | 0                 | 39       | 20     | 4           | 0          |
| H. Kulik      | 18            | 2             | 2             | 0             | 0                 | 0                 | 0                 | 0                 | 18       | 2      | 2           | 0          |
| W. Lex        | 25            | 2             | 2             | 0             | 0                 | 0                 | 0                 | 0                 | 25       | 2      | 2           | 0          |
| H. Meyer      | 31            | 0             | 8             | 0             | 1                 | 0                 | 0                 | 0                 | 32       | 0      | 8           | 0          |
| F. Pauly      | 38            | 0             | 1             | 0             | 1                 | 0                 | 0                 | 0                 | 39       | 0      | 1           | 0          |
| R. Peitsch    | 10            | 0             | 0             | 0             | 0                 | 0                 | 0                 | 0                 | 10       | 0      | 0           | 0          |
| R. Stegmayer  | 38            | 19            | 2             | 0             | 1                 | 2                 | 0                 | 0                 | 39       | 21     | 2           | 0          |
| R. Stiller    | 34            | 0             | 3             | 0             | 1                 | 0                 | 0                 | 0                 | 35       | 0      | 3           | 0          |
| G. Thaler     | 4             | 0             | 0             | 0             | 0                 | 0                 | 0                 | 0                 | 4        | 0      | 0           | 0          |
| B. Vesely     | 0             | 0             | 0             | 0             | 0                 | 0                 | 0                 | 0                 | 0        | 0      | 0           | 0          |
| B. Wehmeyer   | 38            | 7             | 2             | 0             | 1                 | 0                 | 0                 | 0                 | 39       | 7      | 2           | 0          |